# Beleu-See
Der Beleu-See ist ein See im Rajon Cahul im Südwesten der Republik Moldau.
Der Beleu-See ist der größte natürliche See des Landes. Er liegt südlich der Stadt Cahul und nördlich des Dorfes Giurgiulești am linken Ufer des Pruth und erstreckt sich laut Angaben der amtlichen moldauischen Statistik über eine Fläche von 6,26 km², seine Größe kann jedoch je nach Niederschlagsmenge zwischen 5 und 9,5 km² variieren. Negativ auf die Höhe seines Wasserpegels wirken sich auch die Stauseen entlang des Pruth aus, oberhalb dessen Mündung in die Donau sich der See befindet. Der Beleu-See hat eine durchschnittliche Wassertiefe von 0,5 bis 1,5 Meter, die maximale Tiefe beträgt 2,5 Meter. Im Jahr 1992 war er fast vollständig ausgetrocknet. Entstanden ist der See vor etwa 5000 bis 6000 Jahren, als ein großer Teil des heutigen Donaudeltas noch vom Schwarzen Meer bedeckt war.
Der Beleu-See ist Teil des 1991 geschaffenen, 16,91 km² großen Naturschutzgebiets Prutul de Jos („Unterer Pruth“). Das Feuchtgebiet um den See gilt seit der Annahme der Ramsar-Konvention durch Moldau als völkerrechtlich anerkanntes Feuchtgebiet von internationaler Bedeutung. Die meistverbreiteten Fischarten im Brackwasser des Sees sind Karpfen, Ukeleien, Flussbarsche, Bitterlinge und Zander.